# Féminisme pro-vie
 (avril 2022).
La mise en forme du texte ne suit pas les recommandations de Wikipédia : il faut le « wikifier ».
Les points d'amélioration suivants sont les cas les plus fréquents. Le détail des points à revoir est peut-être précisé sur la page de discussion.
- Les titres sont pré-formatés par le logiciel. Ils ne sont ni en capitales, ni en gras.
- Le texte ne doit pas être écrit en capitales (les noms de famille non plus), ni en gras, ni en italique, ni en « petit »…
- Le gras n'est utilisé que pour surligner le titre de l'article dans l'introduction, une seule fois.
- L'italique est rarement utilisé : mots en langue étrangère, titres d'œuvres, noms de bateaux, etc.
- Les citations ne sont pas en italique mais en corps de texte normal. Elles sont entourées par des guillemets français : « et ».
- Les listes à puces sont à éviter, des paragraphes rédigés étant largement préférés. Les tableaux sont à réserver à la présentation de données structurées (résultats, etc.).
- Les appels de note de bas de page (petits chiffres en exposant, introduits par l'outil «  Source ») sont à placer entre la fin de phrase et le point final[comme ça].
- Les liens internes (vers d'autres articles de Wikipédia) sont à choisir avec parcimonie. Créez des liens vers des articles approfondissant le sujet. Les termes génériques sans rapport avec le sujet sont à éviter, ainsi que les répétitions de liens vers un même terme.
- Les liens externes sont à placer uniquement dans une section « Liens externes », à la fin de l'article. Ces liens sont à choisir avec parcimonie suivant les règles définies. Si un lien sert de source à l'article, son insertion dans le texte est à faire par les notes de bas de page.
- La présentation des références doit suivre les conventions bibliographiques. Il est recommandé d'utiliser les modèles {{Ouvrage}}, {{Chapitre}}, {{Article}}, {{Lien web}} et/ou {{Bibliographie}}. Le mode d'édition visuel peut mettre en forme automatiquement les références.
- Insérer une infobox (cadre d'informations à droite) n'est pas obligatoire pour parachever la mise en page.

Pour une aide détaillée, merci de consulter Aide:Wikification.
Si vous pensez que ces points ont été résolus, vous pouvez retirer ce bandeau et améliorer la mise en forme d'un autre article.
Le féminisme pro-vie ou féminisme anti-avortement est une sous-culture du féminisme qui s'oppose à l'avortement. Le mouvement est suivi et soutenu par une minorité de féministes principalement dans les pays anglo-saxons. Les féministes pro-vie estiment que l'opposition à l'avortement constitue une partie intégrante de la défense du droit des femmes, soutenant la thèse que l'avortement nuit aux femmes plus qu'il ne leur profite.
Le mouvement féministe pro-vie trouve ses racines au XIXe siècle, bien que le mouvement ait commencé à prendre de l'ampleur dans sa forme actuelle entre le début et le milieu des années 1970 avec la fondation de Feminists for Life (FFL) aux États-Unis et de Women for Life en Grande-Bretagne, dans le contexte de changements juridiques dans ces pays qui autorisaient déjà largement l'avortement. FFL et la Susan B. Anthony List (SBA List) sont les organisations féministes pro-vie les plus influentes aux États-Unis. Parmi les autres organisations féministes anti-avortement figurent New Wave Feminists et Feminists for Nonviolent Choices.
En France, le mouvement féministe pro-vie  n'est soutenu par aucune association féministe notable et trouve ses racines dans des communautés catholiques liées à la marche pour la vie, constituant une sous-culture marginale et décriée du féminisme.

## Points de vue et objectifs
Les féministes anti-avortement considèrent que l'option légale de l'avortement "soutient les attitudes et politiques sociales anti-maternité et limite le respect de la citoyenneté des femmes". Les féministes anti-avortement estiment que l'avortement est une action dictée par la société et que l'avortement légal "perpétue une société indifférente et dominée par les hommes". Laury Oaks, professeur associé d'études féministes à l'Université de Californie à Santa Barbara, écrit que lorsque l'avortement est légal, les féministes anti-avortement pensent que "les femmes en viennent à considérer la grossesse et l'éducation des enfants comme des obstacles à leur pleine participation à l'éducation et au travail", et décrit le militantisme féministe anti-avortement en Irlande comme étant plus "pro-mère" que "pro-femme". Oaks a écrit que si les opposants irlandais à l'avortement valorisent la maternité et critiquent la notion selon laquelle les femmes ont "un droit à une identité au-delà de la maternité", certains, comme Breda O'Brien, fondatrice de Feminists for Life Ireland, offrent également des arguments d'inspiration féministe selon lesquels les contributions des femmes à la société ne se limitent pas à ces fonctions.
Les organisations féministes anti-avortement cherchent à personnifier l'avortement en utilisant des femmes qui ont eu recours à des avortements pour tenter de convaincre les autres de leur argument.
D'importantes organisations féministes américaines anti-avortement cherchent à mettre fin à l'avortement aux États-Unis. La SBA List déclare qu'il s'agit de son "objectif ultime", et la présidente du FFL Serrin Foster a déclaré que le FFL "s'oppose à l'avortement dans tous les cas parce que la violence est une violation des principes féministes de base",.

## Relations avec les autres mouvements
Les féministes anti-avortement font partie du mouvement anti-avortement plutôt que du mouvement féministe traditionnel Au cours de la deuxième vague féministe de la fin des années 1960 et des années 1970, les principes du groupe émergent de féministes anti-avortement ont été rejetés par les féministes classiques qui estimaient que pour une pleine participation à la société, le "droit moral et légal de la femme de contrôler sa fertilité" devait être un principe fondamental. De leur position minoritaire, les féministes anti-avortement ont déclaré que les féministes traditionnelles ne parlaient pas au nom de toutes les femmes.
N'ayant pas réussi à obtenir une position respectée au sein du féminisme dominant, les féministes anti-avortement se sont alignées sur d'autres groupes anti-avortement et se situant du côté du droit à la vie. Ce placement, selon Oaks, a érodé un sentiment d'identité féministe distinct des autres groupes anti-avortement, malgré des arguments pro-femmes distincts de ceux des droits du fœtus avancés par d'autres défenseurs de l'avortement.

## Arguments
Le débat sur l'avortement s'est principalement concentré sur la question de savoir si le fœtus humain est une personne ou non et si le meurtre d'humains (selon leur stade de développement) devrait jamais relever de l'autonomie de la personne. Les organisations féministes anti-avortement se distinguent en tant qu'organisations "pro-femmes" par opposition aux organisations qui se concentrent sur les "droits du foetus" en tant qu'être humain. Cela les distingue des autres groupes anti-avortement.
L'argument "pro-femme" présente l'avortement comme nuisible aux femmes. Les féministes anti-avortement soutiennent que la plupart des femmes ne veulent pas vraiment avorter, mais sont plutôt contraintes à l'avortement par des tiers, partenaires sexuels ou médecins. Ils suggèrent également que les femmes ont été conditionnées et socialisées à croire qu'elles ne peuvent pas réussir si elles vivent une grossesse non anticipée et que notre société continue de refléter les normes patriarcales qui utilisent les hommes comme "humain de base". Ils estiment que les avortements non désirés, peuvent causer des dommages physiques et émotionnels aux femmes. Cependant, les recherches de l'Institut Guttmacher montrent que la majorité des femmes qui avortent le font pour des raisons personnelles, financières, professionnelles et/ou de planification familiale plutôt que sous la contrainte de tiers.
En postulant l'existence d'un état mental décrit comme le syndrome post-avortement - qui n'est pas reconnu médicalement - les féministes anti-avortement recadrent l'opposition à l'avortement en termes de protection de la santé publique des femmes. L'argument "pro-femme" a été utilisé pour faire pencher les hommes et les femmes contre l'avortement.

## Féministes duXIXesiècle
Les groupes féministes anti-avortement affirment qu'ils poursuivent la tradition des militantes des droits des femmes du XIXe siècle, telles que Elizabeth Cady Stanton, Matilda Joslyn Gage, Victoria Woodhull, Elizabeth Blackwell et Alice Paul, qui considéraient l'avortement comme un mal imposé aux femmes par les hommes,,. Le journal The Revolution, publié par Susan B. Anthony et Stanton, publiait des lettres, des essais et des éditoriaux débattant de nombreuses questions d'actualité, y compris des articles décriant le meurtre d'enfants et l'infanticide,. Selon les historiens A. Kennedy et K. D. Mary, Alice Paul estimait que l'avortement était "l'exploitation ultime des femmes". Kennedy et Mary affirment également qu'Elizabeth Blackwell, la première femme médecin des États-Unis, est devenue médecin à cause de sa haine passionnée de l'avortement. En guise de critique, cependant, les sociologues Nicole Beisel et Tamara Kay ont écrit que les Anglo-Saxon Protestants blancs Anglo-Saxon Protestant. (WASP) aux États-Unis s'inquiétaient du fait que la poursuite des avortements par leur espèce mettrait en danger leur position au sommet de la hiérarchie de la société, craignant particulièrement l'afflux de catholiques irlandais, mais également préoccupés par les Afro-Américains, et décrivent Anthony et Stanton comme faisant partie de cette position raciale réactionnaire.
En plaidant pour la "maternité volontaire" (abstinence jusqu'à ce que les enfants soient désirés), Stanton a déclaré que le problème de l'avortement démontre la victimisation des femmes par les hommes qui adoptent des lois sans le consentement des femmes. Woodhull et sa sœur ont soutenu que les cliniques d'avortement feraient faillite si la maternité volontaire était largement pratiquée.
Un débat sur les opinions d'Anthony en matière d'avortement est apparu en 1989 : les féministes anti-avortement aux États-Unis ont commencé à utiliser les mots et l'image d'Anthony pour promouvoir leur cause anti-avortement. Les spécialistes du féminisme américain du XIXe siècle, ainsi que les militants pro-choix, s'opposent sur ce qu'ils considèrent comme une cooptation de l'héritage d'Anthony en tant que suffragette la plus dévouée d'Amérique, affirmant que les militants anti-avortement attribuent à tort des opinions à Anthony, et qu'il est trompeur d'appliquer les arguments du XIXe siècle au débat moderne sur l'avortement.